# NGC 3393
NGC 3393 is een balkspiraalstelsel in het sterrenbeeld Waterslang. Het hemelobject werd op 24 maart 1835 ontdekt door de Britse astronoom John Herschel.

## Synoniemen
- ESO 501-100
- MCG -4-26-11
- AM 1045-245
- IRAS10459-2453
- PGC 32300